# Anwerbeabkommen zwischen der Bundesrepublik Deutschland und Südkorea
Zwei Anwerbeabkommen zwischen der Bundesrepublik Deutschland und Südkorea regelten die Beschäftigung von Bergarbeitern (1963) und Krankenschwestern (1971) aus Südkorea in der Bundesrepublik Deutschland.
Die Vereinbarung über ein Programm zur vorübergehenden Beschäftigung von koreanischen Bergarbeitern im westdeutschen Steinkohlenbergbau (kor. 한독근로자채용협정, „Anwerbeabkommen zwischen Deutschland und Korea“) war ein Anwerbeabkommen vom 16. Dezember 1963 zwischen der Bundesrepublik Deutschland (Kabinett Erhard I) und Südkorea. In insgesamt 21 Artikeln wurde die Anwerbung südkoreanischer Bergarbeiter detailliert geregelt. Ziel der Beschäftigung war es, die beruflichen Kenntnisse der südkoreanischen Bergarbeiter zu erweitern und zu vervollkommnen.
Das Programm zur Beschäftigung qualifizierter koreanischer Krankenschwestern und Krankenpflegehelferinnen in deutschen Krankenhäusern war ein Anwerbeabkommen vom 26. Juli 1971 zwischen der Bundesrepublik Deutschland (Kabinett Brandt I) und Südkorea, das – entsprechend dem Abkommen für Bergarbeiter – die Anwerbung von Krankenpflegepersonal regelte.

## Hintergrund und Anwerbeabkommen
Im Jahr 1961 belief sich die deutsche Entwicklungshilfe für Südkorea auf insgesamt 75 Millionen DM. Mit rund 35 Millionen DM sollte ein Großteil der Entwicklungshilfe für den Ausbau des Fernsprechwesens finanziert werden. Etwa 20,72 Millionen DM sollte in den Ausbau der staatlichen Kohlengruben investiert werden. Neben der monetären Unterstützung sah die Bundesrepublik einen weiteren Beitrag zur Entwicklungshilfe in Südkorea vor.

### Bergarbeiter
Eine Vereinbarung über ein „Programm zur vorübergehenden Beschäftigung [süd]koreanischer Bergarbeiter“ trat durch einen Notenwechsel zwischen Deutschland und Südkorea am 16. Dezember 1963 in Kraft. Vorherige Bemühungen, südkoreanische Praktikanten bzw. Bergarbeiter nach Deutschland zu entsenden, schlugen fehl, obwohl die Bundesrepublik 1957, sechs Jahre vor dem Programm, japanische Kumpel zwecks beruflicher Fortbildung die Einreise in die Bundesrepublik gewährte. Die Bundesregierung scheute sich vor dem zu hohen finanziellen Aufwand der südkoreanischen Praktikanten sowie der großen kulturellen Differenzen und lehnte deshalb eine Entsendung ab. Doch mit Hilfe der deutschen Bergbauindustrie, die händeringend nach Arbeitskräften suchte, wurde aus der anfänglichen politischen Ablehnung eine wirtschaftliche Akzeptanz. Die Bergbauindustrie sah in den südkoreanischen Bergarbeitern billige Arbeitskräfte, die sie dringend benötigte. So wurde die deutsche Regierung allmählich von der Idee überzeugt, südkoreanische Bergarbeiter unter dem Deckmantel der „technischen Entwicklungshilfe“ nach Deutschland anzuwerben. Die Anwerbepolitik richtete sich eigentlich gezielt auf südeuropäische und damit kulturell nahe „Gastarbeiter“ aus dem Mittelmeerraum. Am 21. Dezember bestiegen 247 junge und gesunde südkoreanische Männer in westlichen Anzügen ein Flugzeug am Flughafen Gimpo, das sie nach Deutschland brachte. Es war die erste südkoreanische Delegation, die in den deutschen Bergwerken gearbeitet hatte. Die Zahl der von 1962 bis 1977 ausgewanderten Gastarbeiter südkoreanischer Nationalität betrug etwa 8.000, weitere 10.000 Frauen wanderten in derselben Zeit nach Deutschland aus, um in Krankenhäusern zu arbeiten.

### Krankenschwestern und Krankenpflegehelferinnen
Viele Jahre lang wurden Krankenpflegerinnen aus Südkorea und anderen asiatischen Staaten ohne formelles Anwerbeabkommen angeworben. Eine Anwerbung von Krankenpflegepersonal aus Südkorea geschah zunächst über Vereinbarungen zwischen der Deutschen Krankenhausgesellschaft (DKG) und der Korea Overseas Development Corporation (KODCO).
Mit dem Programm zur Beschäftigung qualifizierter koreanischer Krankenschwestern und Krankenpflegehelferinnen in deutschen Krankenhäusern 26. Juli 1971 regelten die Staatsregierungen die Anwerbung von Krankenhauspflegepersonal erstmals durch ein bilaterales Abkommen zwischen den beiden Staaten.

## Deutsch-Südkoreanische Gemeinschaftsbriefmarke

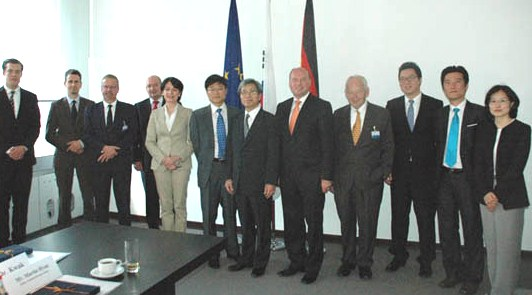
Deutsch-Südkoreanische Konsultationen im Bundesfinanzministerium am 18. Juni 2012 – Geistesvater der Briefmarke ist der Autor Martin Hyun (dritter von rechts).

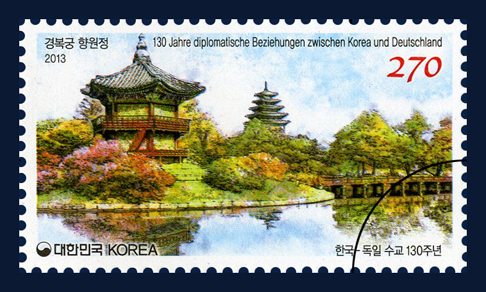
Deutsch-Südkoreanische Gemeinschaftsbriefmarke in Erinnerung an 50 Jahre südkoreanische Gastarbeiter in Deutschland (1963–2013).

Zum 50. Jahrestag des deutsch-südkoreanischen Anwerbeabkommens präsentierte Bundespräsident Joachim Gauck im Rahmen des 12. Deutsch-Koreanischen Forums in Goslar, am 21. Juni 2013 eine Gemeinschaftsbriefmarke. Der Geistesvater der deutsch-südkoreanischen Gemeinschaftsbriefmarke war der ehemalige -Eishockey-Bundesligaprofi der Krefeld Pinguine, Junioren-Nationalspieler und Schriftsteller Martin Hyun. Hyuns Motivauswahl südkoreanischer Bergarbeiter auf die Briefmarke zu prägen wurde vom Referat Postwertzeichen zunächst abgelehnt. Bei den deutsch-südkoreanischen Konsultationsgesprächen am 18. Juni 2012 in Berlin einigte man sich schließlich auf die Parkanlage Eremitage in Bayreuth mit ihrem Sonnentempel und auf südkoreanischer Seite den Hyangwonjeong Pavillon im Gyeongbokgung Palast in Seoul. Erheblich beeinflusst wurde die Motivauswahl der Bayreuther Parkanlage Eremitage schließlich durch den parlamentarischen Staatssekretär im Bundesfinanzministerium Hartmut Koschyk, dessen Wahlkreis in Bayreuth liegt. Neben den südkoreanischen Botschafter Moon Tae-young und hochrangigen Vertretern der südkoreanischen Post waren auch Botschafter a. D., Michael Geier, Lutz-Hermann Richter von der Deutschen Post AG und der Schriftsteller Martin Hyun anwesend. Der ehemalige deutsche Botschafter in Seoul und Ministerialdirektors des Auswärtigen Amtes sowie Leiter der Abteilung Kultur und Kommunikation Hans-Ulrich Seidt hat ebenfalls maßgeblichen Anteil an der Umsetzung der deutsch-südkoreanischen Gemeinschaftsbriefmarke.

## Bundestagsentschließung
In der 250. und letzten Sitzungswoche des Bundestages am 27. Juni 2013 vor der Sommerpause wurde der Antrag „Die deutsch-[süd]koreanischen Beziehungen dynamisch fortentwickeln“ ohne Aussprache an 41. Stelle des Tagesordnungspunktes gesetzt. Ideengeber der Bundestagsentschließung zur Würdigung des 50-jährigen Anwerbeabkommens zwischen Deutschland und Südkorea ist der Schriftsteller und ehemalige Eishockey-Profi Martin Hyun. Aufgrund der Fülle an Anträgen wurde der Antrag von der Öffentlichkeit kaum wahrgenommen.